# Einschienenbahn nach Louis Brennan

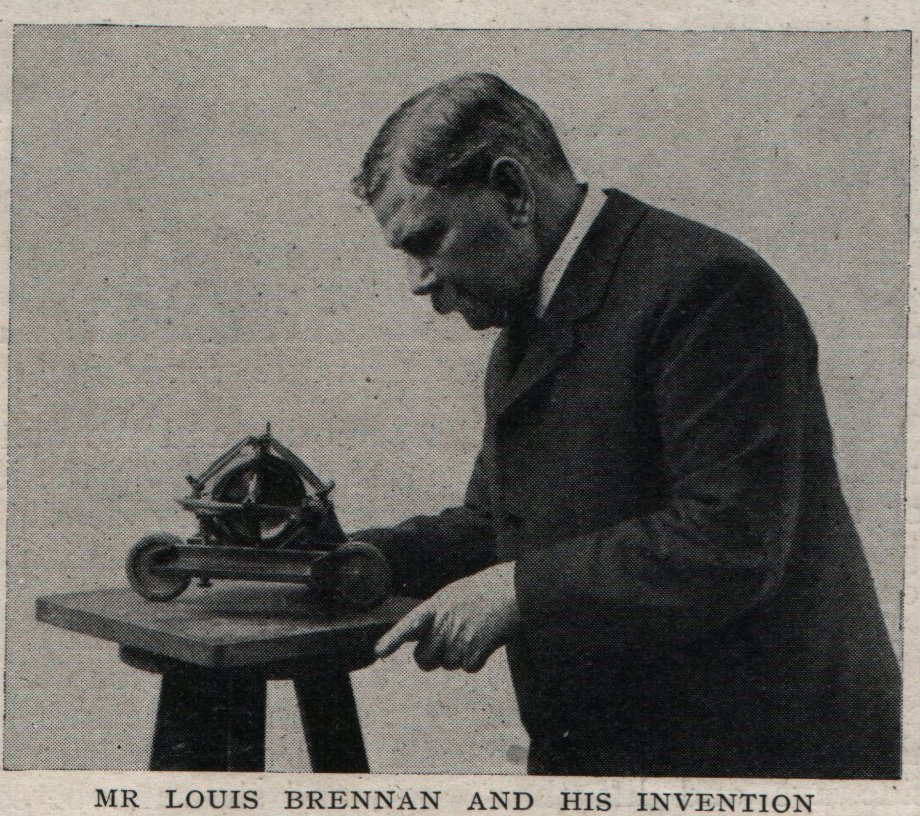
Louis Brennan mit einem Anschauungsmodell seiner Einschienenbahn

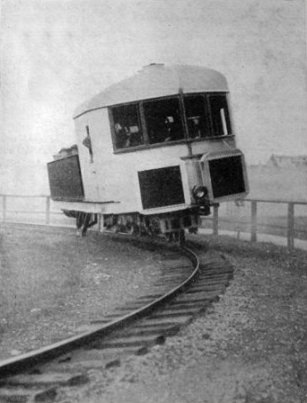
Kreiselstabilisierte Einschienenbahn von Brennan (1907)

1907 entwickelte der irisch-australische Ingenieur Louis Brennan eine kreiselstabilisierte Einschienenbahn, bei der das Fahrzeug auf Stahlrädern mit doppelten Spurkränzen auf einer einzelnen Vignolschiene fuhr.

## Technik
Der technische Aufbau wurde folgendermaßen beschrieben:
Bei dem Wagen von Brennan treibt eine Gleichstromtriebmaschine zwei Blindwellen durch Zahnräder, jede Blindwelle ist durch Kurbel und gegengewogene Kuppelstange mit einer inneren Achse eines der zweiachsigen Drehgestelle verbunden. Der Drehzapfen lässt Drehungen um die lotrechte und die waagerechte Querachse, nicht aber um die waagerechte Längsachse zu.
Die Kreisel mit waagerechter querliegender Dreh- und lotrechter Verstellungsachse tragen die Anker für Nebenschlusstriebmaschinen, die Kreiselgehäuse die Ankerlager mit Weißmetall, Ölumlauf unter Pressung und Kühlung. Der Wagen ist auf einer Neigung von 77 ‰ gelaufen. Der Petroleummotor, der Stromerzeuger und die Kreisel nebst Verstellung sind in einer Bude auf einem Ende des sonst offenen Wagens untergebracht.
Für die abgewandelte Variante nach Scherl beschrieb dieselbe Quelle:
Bei dem Wagen von Scherl trägt je eine innere Achse jedes der beiden zweiachsigen Drehgestelle eine Triebmaschine. Die Stromzuführung geschieht durch einen Scherenrollenabnehmer aus Kupferleitungen neben der Fahrschiene. Ursprünglich erforderte der Drall beider Kreisel zusammen 37 PS Nach Einhüllung und Absaugung der Luft aus dem Gehäuse ist der Widerstand jedes Kreisels auf 0,37 PS heruntergegangen.
Ein Fahrschalter bedient alle Maschinen. Die Gehäuse der lotrecht stehenden Kreisel unter den Sitzen sind an den waagerechten, querliegenden Verstellungsachsen durch Kurbeln, Schubstangen, Winkelhebel und Zahnbogen so gekuppelt, dass die Verstellung beider Kreisel genau gegenläufig erfolgen muss. Die Zusatzverstellung erfolgt durch eine Ölpumpe und einen »Servomotor«, der unter Ölpressung ohne toten Gang anspricht und die Verstellung beschleunigt, sobald das Kippen des Wagens eine Verstellung einleitet. Die künstliche Verstellung bildet einen Bruchteil der natürlichen und steht zu dieser in geradem Verhältnis.
In der Abbildung des nach Scherls Plänen abgewandelten Einschienenbahnwagens mit zwei mittig gegenüberliegenden Sitzreihen bedeuten die eingezeichneten Buchstaben:

## Geschichte

### 20. Jahrhundert
Ein erstes Modell wurde im verkleinerten Maßstab ausgeführt und am 10. November 1909 in den Ausstellungshallen am Berliner Zoo der Öffentlichkeit vorgestellt. Brennan präsentiert seinen Versuchswagen ebenfalls 1909 in Gillingham, England. Im Jahre 1910 entstand eine Demonstrationsanlage in voller Größe in White City (London), im Rahmen einer Ausstellung wurde Brennans Wagen 1910 im Betrieb vorgeführt.
Der Berliner Verleger August Scherl propagierte 1909 in einer Werbeschrift mit dem Titel „Ein neues Schnellbahn-System“ die kreiselstabilisierte Einschienenbahn als ein  Verkehrsmittel für den Nah- und Fernverkehr der Zukunft, das bald ganz Europa umspannen werde.
Scherl setzte sich zusammen mit dem Landrat des Obertaunuskreises, Ritter von Marx, mit dem  Projekt einer  Einschienenbahn am Taunusrand  für eine Anwendung in Deutschland ein. Von Marx  besichtigte 1911 den Versuchsbetrieb in England und berichtete:

„Die Eindrücke, die ich dort – freilich als Laie – von dem System erhielt, waren über Erwarten günstige. Der Wagen, ca. 40 Personen fassend, wird ähnlich wie ein Auto leicht angekurbelt. Er hält sich – was ich zunächst für das unwahrscheinlichste gehalten hatte – ohne jedes Hilfsmittel und ohne jede Schwankung, bei beliebiger Gewichtsverlegung durch einsteigende und sich dort bewegende Passagiere im Stehen, fährt mit größter Leichtigkeit an, vor und rückwärts, nimmt einen Kreis von 105 Fuß [32 m] Radius mit einer Geschwindigkeit bis zu 70 Stunden-Kilometer, hält nach Belieben auch in der sehr scharfen Kurve und steht ebenso still und sicher auch nach abgestelltem Motor – wie mir versichert wurde ca. 4 Stunden lang, d. h. solange die Kreisel laufen. Sein Gang ist naturgemäß weit ruhiger als der einer Zweischienenbahn. Eine Stunde lang fuhr ich auf der freilich nur ca. 200 Meter langen Schiene und dem engen Kreis hin und her bei tadellosem Funktionieren.“

Dieses Projekt wurde jedoch noch vor einer endgültigen Entscheidung abgebrochen, und weitere Projekte gab es nicht.
Von 1921 bis 1922 versuchte Pjotr Petrowitsch Schilowski, eine ähnliche einspurige Eisenbahn zu entwickeln, für die immerhin eine 11 km lange Versuchsstrecke zwischen Sankt Petersburg und dem damaligen Detskoje Selo gebaut wurde. Technische Probleme und fehlendes Geld beendeten das Projekt.

### 21. Jahrhundert
Im Oktober 2022 präsentierten die Technische Hochschule Ostwestfalen-Lippe, die Fachhochschule Bielefeld, das Fraunhofer-Institut für Optronik, Systemtechnik und Bildauswertung sowie die Landeseisenbahn Lippe e.V. auf einem Abschnitt der Extertalbahn eine kreiselstabilisierte Einschienenbahn nach Brennan’schem Vorbild.
Das als Monocab bezeichnete System soll auf eingleisigen Strecken Zweirichtungsverkehr ermöglichen, weil die Fahrzeuge nur jeweils eine Schiene benötigen. Die Kabinen, die bedarfsgesteuert autonom fahren sollen, sind entsprechend schmal ausgelegt.
Monocab hatte im September 2020 eine Förderung aus dem Europäischen Fonds für regionale Entwicklung (EFRE) sowie vom Land Nordrhein-Westfalen in Höhe von zusammen 3,6 Mio. Euro erhalten.